# Gerhard Floß
Gerhard Floß (* 29. April 1932 in Glauchau; † 14. Januar 2009 in Schwerin) war ein deutscher Maler und Grafiker.

## Leben und Werk
Floß war der Sohn eines Schlossers. Er absolvierte nach der Grundschule von 1947 bis 1950 eine Lehre als Dekorationsmaler und arbeitete danach in seinem Beruf, u. a. als Plakatmaler. Daneben besuchte er die Mal- und Zeichenschule von Karl Michel in Zwickau. Von 1956 bis 1961 studiert er an der Hochschule für Bildenden Künste Dresden bei Erich Fraaß und Paul Michaelis Malerei. Als Diplomarbeit schuf er das Tafelbild Nadelarbeit (Öl, 120 × 111 cm).
Danach zog er nach Schwerin und arbeitete als Maler und Grafiker. Dabei arbeitete er bis 1963 mit Karlheinz Effenberger, Horst Holinski und Hannes Meier (1936–1990) als Künstlerkollektiv Bannewitz zusammen.
Floß war bis 1990 Mitglied des Verbands Bildender Künstler der DDR und von 1979 bis 1983 Vorsitzender der Sektion Malerei/Grafik des Bezirksverbands Schwerin. Neben seiner eigenen künstlerischen Tätigkeit wirkte er auch als Dozent an der Bezirkskulturakademie Schwerin. 1978 und 1982 erhielt er den Fritz-Reuter-Kunstpreis des Rates des Bezirks Schwerin.
1992 erlitt Floß einen schweren Verkehrsunfall, dem ein mehrmonatiger Krankenhausaufenthalt folgte.
Werke Floß’ Werke befinden sich u. a. im Kunstarchiv Beeskow, in der Landeskunstsammlung Mecklenburg-Vorpommern und im Gellert-Museum Hainichen.

## Rezeption
„Die Maler des Künstlerkollektivs Bannewitz, Gerhard Floß, Horst Holinski und Johannes Meier, pflegten in der Schweriner Gegend den volltönenden Kolorismus der Dresdner Kunstakademie.“

## Ausstellungen (unvollständig)

### Einzelausstellungen
- 1982: Schwerin, Staatliches Museum Schwerin
- 1994: Schwerin, Stadtbibliothek Schwerin
- 1995: Lübstorf, Schloss Wiligrad

### Ausstellungsbeteiligungen
- 1971: Berlin, Altes Museum („Das Antlitz der Arbeiterklasse in der bildenden Kunst der DDR“)
- 1972/73: Dresden, VII. Kunstausstellung der DDR
- 1972 bis 1985: Schwerin, vier Bezirkskunstausstellungen
- 1975 und 1979: Schwerin, Staatliches Museum („Farbige Grafik in der DDR“)
- 1975: Berlin, Ausstellungsräume am Fernsehturm („Die Frau und die Gesellschaft“)
- 1983: Leipzig, Messehaus am Markt („Kunst und Sport“)

#### Postum
- 2018: Güstrow, Schloss Güstrow („Vom Leuchten der Farben“)